# 30113 Kylerkuehn
30113 Kylerkuehn este o planetă minoră (asteroid), cu un diametru de 2,784 km, din centura de asteroizi. A fost descoperită pe 27 martie 2000 la Stația Anderson Mesa de Lowell Observatory Near-Earth-Object Search. 
Obiectul prezintă o orbită caracterizată de o semiaxă mare de 2,3636139 UAi, o excentricitate de 0,11, o înclinație de 4,87719 ° în raport cu ecliptica.